# Ken Austin
Ken Austin, né le 15 juillet 1961, à Los Angeles, en Californie, est un ancien joueur américain de basket-ball. Il évolue au poste d'ailier fort.